# 拉法葉侯爵訪問美國

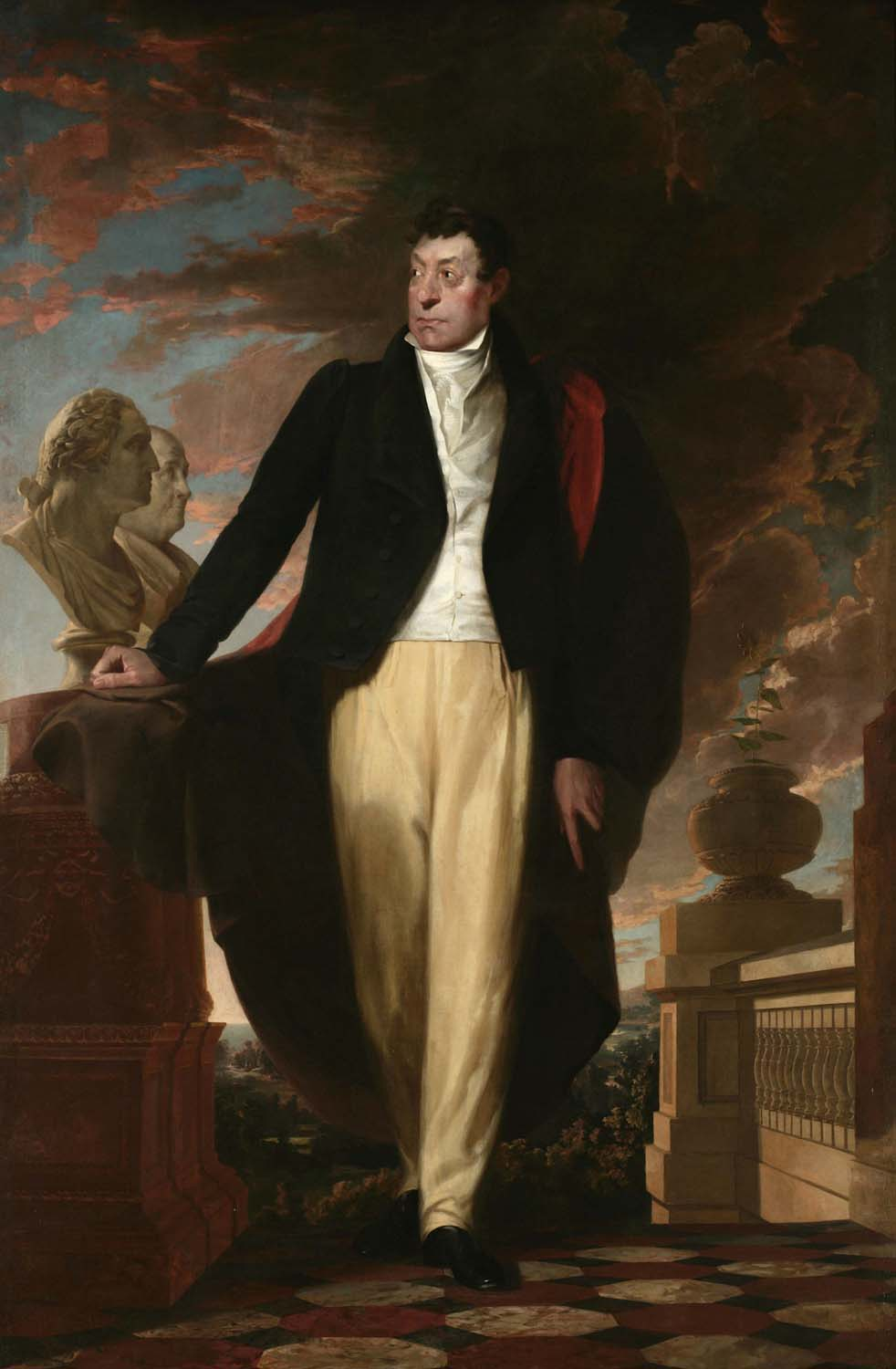
山繆·摩斯繪於1826年的拉法葉將軍肖像

1824年7月至1825年9月，美國獨立戰爭中僅存的少將—法國拉法葉侯爵，往訪美國24個州，廣受各地民眾英雄式的歡迎，獲得多項榮譽和紀念碑來致敬與致意這次的訪問。

## 背景
在近50年前的美國獨立戰爭中，拉法葉侯爵於喬治·華盛頓麾下率部衝殺於好幾場關鍵戰役中，包括賓州的白蘭地河戰役和維吉尼亞州的約克鎮圍城戰役。後來他回到法國投身政治，捍衛美式共和所揭櫫的自由理想。
他得湯瑪斯·傑佛遜所助幫著起草了受《美國獨立宣言》所啟發的《人權和公民權宣言》。他也呼籲廢除奴隸制，以符合自然律之學。1789年7月攻佔巴士底獄後，被任命為法國國民自衛隊（法語：Garde Nationale）總司令的他試圖在法國大革命期間走中間路線。1792年8月，控制了政府的革命激進派系下令逮捕拉法葉侯爵，他因而逃往奧屬尼德蘭，被奧地利軍隊俘虜下獄五年多。1797年拿破崙一世開釋他返法，儘管他還是拒絕參與拿破崙的政府，或其遠征。1814年法國波旁復辟後，他成為眾議院的自由派議員，在此職位度過其大部分餘生。
波旁王朝復辟了至少十年，但法王路易十八在1824年春天不得不靠輪椅行動，健康狀況江河日下，終於夏末不治。但拉法葉還是被垂死的國王派人看著。1824年，拉法葉離開了法國立法機構。詹姆斯·門羅總統即邀請他訪問美國，既向次世代美國人灌輸“1776年精神”，同時也慶祝開國50週年。
拉法葉行跡遍及美國各州，行程逾6,000英里（9,656），其子Georges Washington de La Fayette（以喬治·華盛頓之名命名）及其他人伴遊。部分隨行的還有社會改革運動家法蘭西絲·萊特。主行交通工具為驛馬車、策騎、運河駁船、和汽船。

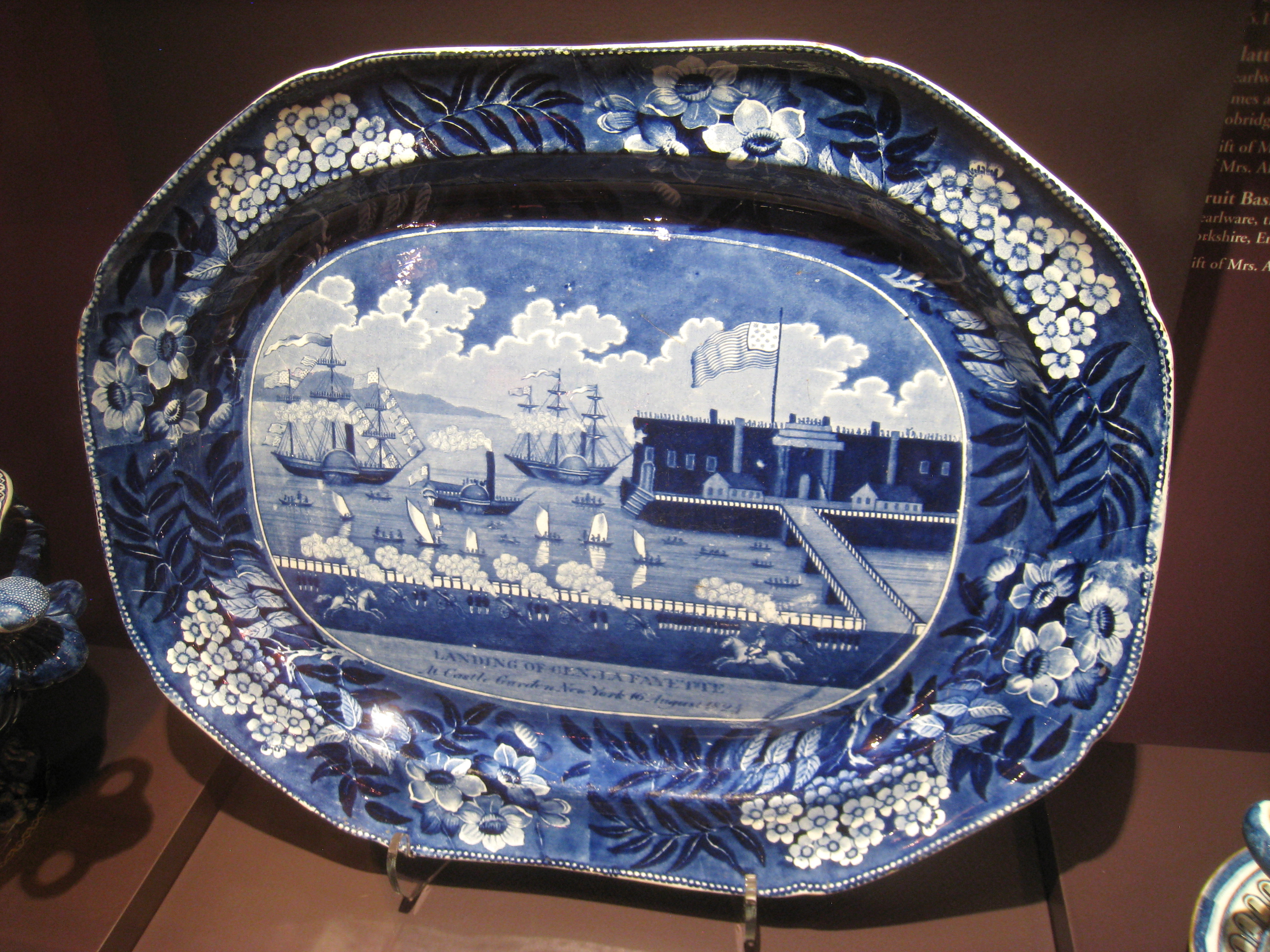
拉法葉將軍1824年八月十六日於紐約城堡園離船上陸

不同的城市各以不同的方式慶祝貴賓大駕光臨。有的遊行，有的放禮炮致敬。有些地方甚至邀請學童來歡迎侯爵。若干參戰過的老兵，有些都六、七十歲了，也熱情歡迎侯爵到來，並與他共進晚餐。侯爵在約克鎮認出了James Armistead Lafayette，兩人相擁。這位自由的有色人種自選拉法葉為姓以紀念侯爵（他其實是美國第一位雙重間諜）。《李奇蒙詢問》報（Richmond Enquirer）就此作出報導。一個世紀過後，各城鎮還在慶祝各自的「拉法葉日」。

## 時間軸
1824年7月13日，拉法葉乘坐美國商船Cadmus離法，於1824年8月15日抵達紐約州史泰登島，自此開始其美國之行。1824年秋天，他造訪美北和美東，並在蒙蒂塞洛拜訪了湯瑪斯·傑佛遜，還入華盛頓特區晉見詹姆斯·門羅總統。1825年3月，他開始了美南之旅，於3月31日抵達阿拉巴馬州查特胡奇河上的米切爾堡渡口。

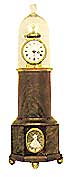
一座為紀念拉法葉候爵造訪白宮的燈塔鐘，Simon Willard製

## 1824年
- 7月13日—拉法葉乘Cadmus離法
- 8月15日—抵紐約史泰登島
- 8月16日—抵紐約市，在城堡園上陸（參見1824年紐約市歡迎拉法葉遊行（英语：Lafayette Welcoming Parade of 1824 (New York City)））
- 8月20日—出紐約市[11]，轉往康乃狄克州橋港，途經哈林區和新羅謝爾 (紐約州)[11]、格林威治 (康乃狄克州)的拜拉姆 (康乃狄克州)和Putnam Hill、史丹佛 (康乃狄克州)、諾沃克 (康乃狄克州)、Saugatuck（韋斯特波特 (康乃狄克州)）和費爾菲爾德 (康乃狄克州)等地駐足，下榻於橋港的華盛頓酒店[12]。
- 8月21日至24日—駐足紐哈芬和舊塞布魯克 (康乃狄克州)、羅德島州普洛威頓斯、斯托頓 (麻薩諸塞州)、和波士頓。[11]
- 8月25日—抵劍橋 (麻薩諸塞州)，[11]入昆西 (麻薩諸塞州)的Peacefield莊園訪前總統約翰·亞當斯。
- 8月31日—出波士頓，途經萊辛頓 (麻薩諸塞州)、康科德 (麻薩諸塞州)、切爾西 (麻薩諸塞州)、塞勒姆 (麻薩諸塞州)、馬布爾黑德 (麻薩諸塞州)、和紐伯里波特。[11]

- 9月1日—訪樸茨茅斯 (新罕布夏州)[11]
- 9月2日—訪麻薩諸塞州波士頓和萊辛頓[11]

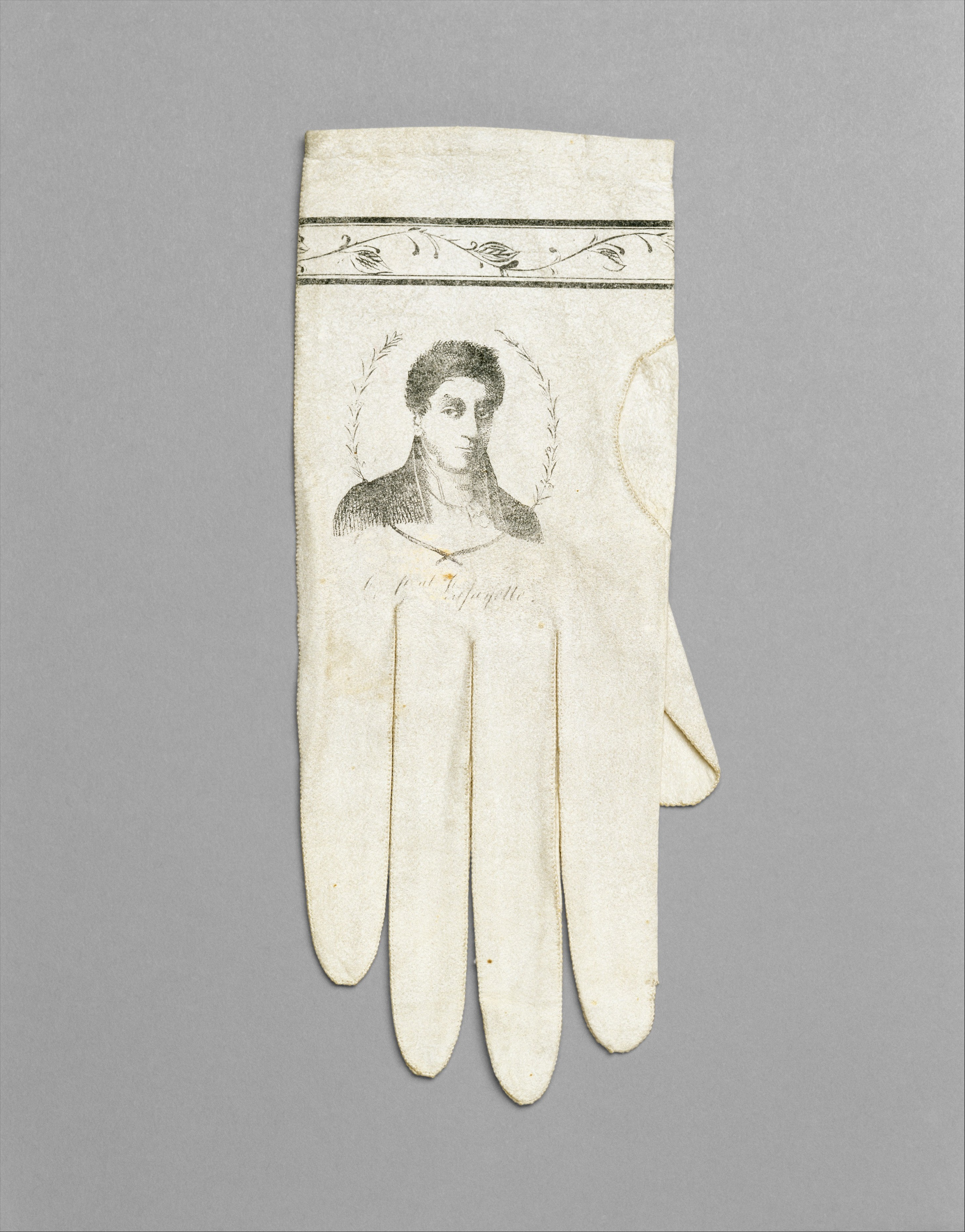
繪有拉法葉的手套，可能就是為了紀念他的1824年美國之行

- 9月3日—訪蘭開斯特 (麻薩諸塞州)、伍斯特 (麻薩諸塞州)和托蘭 (康乃狄克州)[11]
- 9月4日—訪問哈特福和密德鎮 (康乃狄克州)[11]
- 9月5日—抵紐約市[11]
- 9月8日—視察納羅斯水道防禦工事，在拉法葉堡用餐[13]
- 9月10日—參觀茂比利街的第2號African Free School。11歲的學生James McCune Smith致辭慶賀。他後來成為知名的反奴隸制學者、作家和醫生。[14]
- 9月11日—與紐約的法國居民共慶白蘭地河戰役47週年。[15]共濟會授予Royal Arch Masonry和Knights Templar[16]
- 9月13日—造訪紐堡市 (紐約州)[17]，展開為期一週的哈德遜河之旅。
- 9月15日—乘汽船James Kent抵西點軍校，與學員們共進晚餐。[18]
- 9月16日—訪波啟浦夕 (紐約州)[19]
- 9月17日—訪紐約卡茨基爾村[20]駐足哈德遜 (紐約州)[21]
- 9月18日—訪特洛伊 (紐約州)，面見艾瑪·威拉德（英语：Emma Willard）並參觀其校（英语：Emma Willard School）[22]
- 9月19日—駐足紐約州雷德胡克[23]，拜訪在Montgomery Place的Janet Montgomery。返紐約市途中駐足比肯 (紐約州)。在當地的Fishkill碼頭受到美國前總統約翰·亞當斯外孫女Caroline De Windt設座熱情款待[24]。
- 9月20日—共濟會紐約總會於華盛頓大廳（英语：Washington Hall (New York City)）為候爵舉行晚宴。[25][26]
- 9月24日—參觀拉韋 (紐澤西州)的和平小酒館。
- 9月28日—訪費城參與遊行（英语：Lafayette Welcoming Parade of 1824 (Philadelphia)），隨後在州議會大廈（獨立廳）發表演講。該城凱旋門由費城建築師威廉·史特里克蘭（英语：William Strickland (architect)）設計。

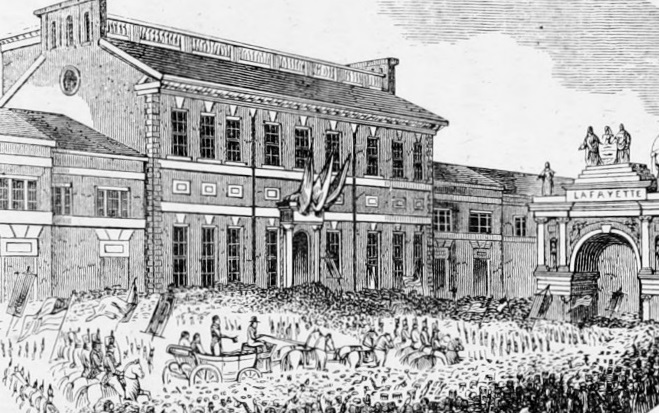
費城的拉法葉歡迎遊行

- 10月6日—在共濟會德拉瓦州總會護送下前往威明頓 (德拉瓦州)[27]
- 10月8日[28]至10月11日[29]—參觀巴爾的摩，會見參與過革命的倖存官兵。
- 10月12日—抵華盛頓特區，遊行進城，在美國國會大廈圓形大廳接受市長的歡迎，全城張燈結彩、放煙火慶祝。[30][31]
- 10月15日—在阿靈頓宮度過整晚，再回華盛頓特區的旅店過夜。
- 10月17日—參觀維吉尼亞州維農山莊和喬治·華盛頓墳莹。
- 10月18-19日—乘輪船抵彼得斯堡 (維吉尼亞州)，參觀約克鎮並參加該戰役43週年紀念慶典。在維吉尼亞的潮水區（英语：Tidewater Region）（諾福克 (維吉尼亞州)和樸茨茅斯 (維吉尼亞州)）駐留八天。這是巡行中逗留最久的一次，因為這是美法在約克鎮戰勝英國之處。10月18日，乘船抵達約克鎮，水上儀仗隊護送他到專門興建的約克鎮碼頭，在那裡接受15,000名民眾的歡迎。州長James Pleasants和參與過1813年克蘭尼島之役（英语：Battle of Craney Island）的維吉尼亞民兵將軍Robert Barraud Taylor向他致辭。一行人在參訪期間參觀了臨時紀念碑，包括他在10號堡壘衝鋒陷陣之處的45英呎高拱門和英軍投降地點的76英呎高方尖碑。群眾在受降處集會歡迎。
- 10月19日至22日—訪問了威廉斯堡 (維吉尼亞州)和威廉與瑪麗學院，並在威廉斯堡的佩頓·倫道夫大樓（英语：Peyton Randolph House）打尖。與首席大法官約翰·馬歇爾和戰爭部長約翰·考宏共同參加在羅利酒館（英语：Raleigh Tavern）舉行的榮譽宴會。一行人策騎前往詹姆士敦 (維吉尼亞州)，然後前往朴茨茅斯參觀諾福克海軍造船廠（英语：Norfolk Naval Shipyard）。在Hampton錨地參觀尚未完工的門羅堡，然後由Abraham Eustis上校陪同視察老岬角舒適堡壘（英语：Old Point Comfort）。堡壘由法國出生的工程師西蒙·伯納德（英语：Simon Bernard）男爵設計。
- 10月22日—從彼得斯堡搭船抵達維吉尼亞州諾福克。慶祝活動包括在（現已拆除的）海關大樓舉行的舞會。在諾福克和朴茨茅斯共駐留四天[32][33][34]。
- 10月25日—乘輪船從諾福克出發，抵達維吉尼亞州李奇蒙。[35][36]拉法葉在人群中瞥見James Armistead Lafayette後與他短暫重逢。[37]
- 11月2日—離開李奇蒙前往蒙蒂塞洛拜訪傑佛遜[38]
- 11月8日—參加夏綠蒂鎮維吉尼亞大學的公開宴會[39]
- 11月20、21、22日—往訪弗雷德里克斯堡 (維吉尼亞州)參加幾場歡迎晚會。其中兩場在市政廳（現為弗雷德里克斯堡地區博物館）舉行。接下來的一周預計將前往維農山莊附近的伍德朗，以及維農山莊。預計12月15日抵達安納波利斯。[40]
- 12月初—待在華盛頓特區，參觀白宮，與門羅總統和喬治·華盛頓的親屬會面數次。參觀華盛頓海軍工廠。
- 12月8日和9日—正式參訪參議院，並在眾議院向國會發表演說[15]
- 12月15日—在哥倫比亞特區的哥倫比亞學院（現為喬治·華盛頓大學）之首屆畢業典禮上受款待[31][41]
- 12月17日—下午3時抵達馬里蘭州安納波利斯，在州參議院議事廳受接待，並參觀塞文堡（英语：Fort Severn）。
- 12月20日—進馬里蘭州議會大廈受款待。[42]
- 12月29日—抵達弗雷德里克 (馬里蘭州)東側國家公路（英语：National Road）上橫跨莫諾卡西河（英语：Monocacy River）的Jug橋。在該市留駐至12月31日上午。

### 1825年
- 1月1日—參加國會所舉辦的宴會。[30]
- 1月19日—造訪巴爾的摩。1月20日搭乘輪船前去諾福克，往李奇蒙訪問維吉尼亞州立法機構[43]。
- 1月31日—拜訪賓州哈里斯堡毅力小屋21號[44]
- 2月23日—開始南行。[45]由於自李奇蒙至羅利的路途要以馬車行過狀況不佳的道路，旅團不得不取道薩福克 (維吉尼亞州)和哈利法克斯 (北卡羅來納州)的沙面「低路」。[46]
- 2月25日—接受費城報紙《波爾森之美國每日廣而告之》採訪，回憶在白蘭地河戰役中負傷的情況[47]。
- 2月26日—在默夫里斯伯勒 (北卡羅來納州)的印度皇后旅館(Indian Queen Inn)過夜[48]
- 2月27日—前往北安普敦法院（今傑克遜 (北卡羅來納州)），會見北卡羅來納州官方歡迎團[48]，下榻北卡羅來納州哈利法克斯的雄鷹酒館（英语：Eagle Tavern (Halifax, North Carolina)）。[49]
- 2月28日—途經恩菲爾德 (北卡羅來納州)，短暫盤還於Joseph Branch居所（英语：The Cellar (Enfield, North Carolina)）[46][50]後穿過塔爾河（英语：Tar River），到達瀑布[46] ，在韋克郡 (北卡羅來納州)位於羅傑斯十字路口東的艾倫·羅傑斯上校的Rogers-Whitaker-Haywood House酒館過夜[46]。
- 3月1日—參觀在北卡羅來納州議會大廈裡由安東尼奧·卡諾瓦所雕的喬治·華盛頓像。[46]
- 3月2日至3日—盤還羅利，與在白蘭地河戰役中並肩作戰的威廉·波爾克上校（英语：William Polk (colonel)）重聚，兩人當時都負傷[51]。
- 3月4日至5日—造訪以他的名諱命名的費耶特維爾 (北卡羅來納州)。[46]仰慕者們冒著傾盆大雨，在泥濘中迎接。他受到了晚宴、舞會、和多項軍事展示的隆重款待。[52]
- 3月15日—抵達查爾斯頓 (南卡羅來納州)，享受了三天的舞會、焰火和高朋滿座。與老戰友Benjamin Huger之子Francis Kinloch Huger相聚。這名戰友曾在1795年左右試圖將拉法葉從奧地利監獄中解救出來[53]。
- 3月18日—抵達博福特郡 (南卡羅萊納州)，在13響禮炮的迎接下，於約翰·馬克·弗迪爾故居（英语：John Mark Verdier House）向市民發表講話[54]

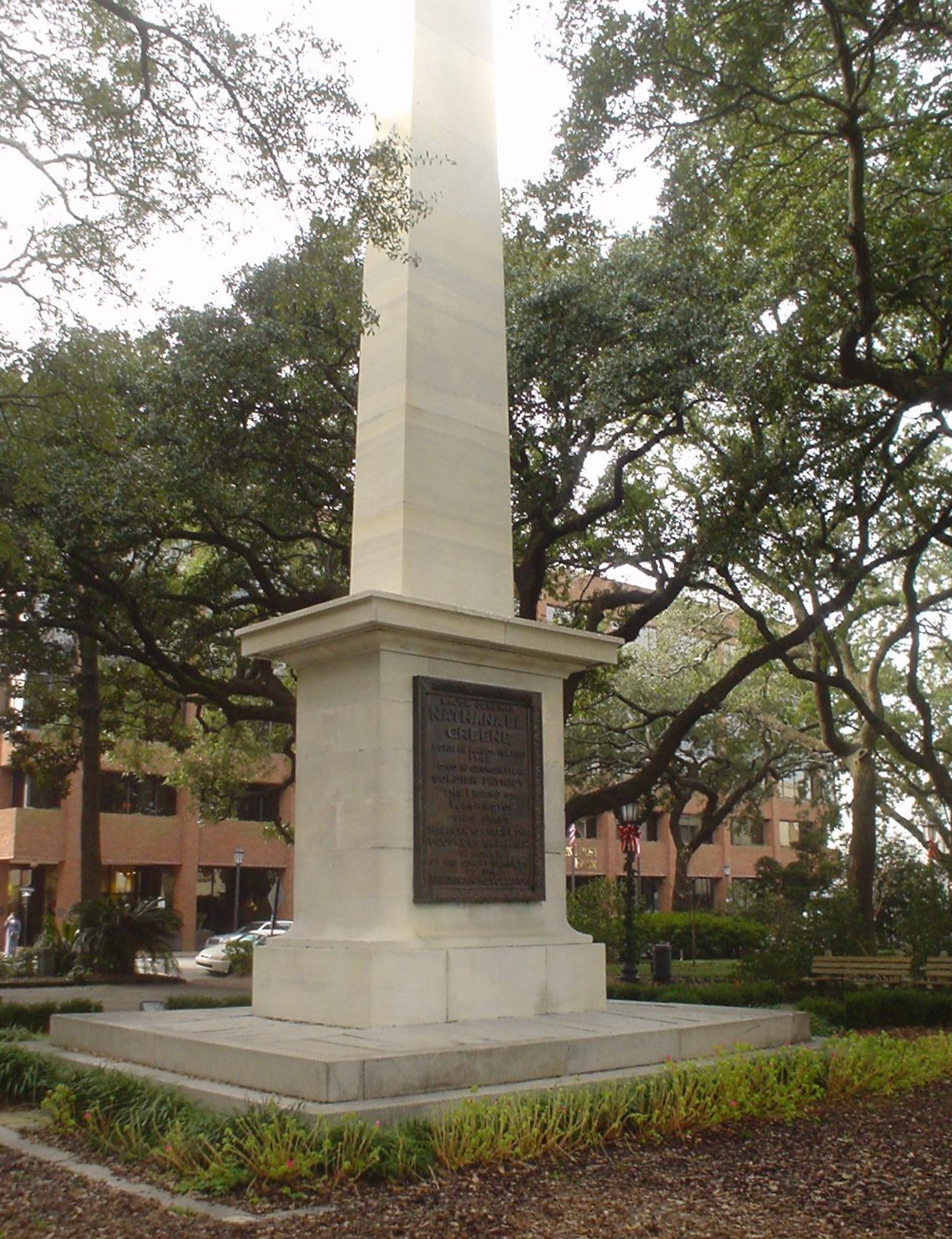
強生廣場上的納撒尼爾·格林紀念碑

- 3月19日—抵喬治亞州薩凡納[55]，在歐文斯-湯瑪斯故居（英语：Owens–Thomas House）向市民發表演說[56]。
- 3月21日—為納撒尼爾·格林將軍紀念碑奠基[55]
- 3月23日—乘汽船溯薩凡納河而上，進抵奧古斯塔 (喬治亞州)。[57]
- 3月25日—沿Milledgeville Stage Road前往華倫頓 (喬治亞州)[57]。
- 3月26日—繼續前往斯巴達 (喬治亞州)[57]。
- 3月27日—抵達喬治亞州米利奇維爾[57]，在國會大廈內的盛大招待會和宴會中面見州長喬治·綽普（英语：George Troup）[58]。
- 3月29日—前往梅肯 (喬治亞州)，參觀位於克勞福德郡 (喬治亞州)的穆斯科吉人代理機構[57]。
- 3月30日—在查特胡奇郡 (喬治亞州)一間覆以樹皮的小木屋過夜[57]。
- 3月31日—過查特胡奇河入阿拉巴馬州，停駐米切爾堡 (阿拉巴馬州)後西行。在軍事護送下穿過克里克領地進抵蒙哥馬利 (阿拉巴馬州)。[4]
- 4月3日—抵達蒙哥馬利。
- 4月4日至6日—一行人登上Balize和Henderson兩船１，經塞爾瑪 (阿拉巴馬州)過阿拉巴馬河（英语：Alabama River），穿過首府卡哈巴，在迪莫波利斯附近會見法國葡萄與橄欖繁殖地（英语：Vine and Olive Colony）成員，之後在克萊伯恩 (阿拉巴馬州)過夜，在當地參與共濟會會所舉辦的舞會，該會所至今仍在。[4]
- 4月7日—抵達莫比爾 (阿拉巴馬州)。[4]
- 4月9日—以色列·皮肯斯（英语：Israel Pickens）州長陪同拉法葉乘坐汽船沿莫比爾灣順流而下到達莫比爾岬角（英语：Mobile Point），在加入當地來自路易斯安那州的官方歡迎團，再換乘輪船Natchez號前往紐奧良。[4]
- 4月10日—抵達查爾梅特 (路易斯安那州)，即1815年紐奧良之戰戰地。[59]停駐於卡比爾多（英语：The Cabildo），[59]即1803年路易斯安那購地轉讓儀式簽約處。
- 4月15日—自紐奧良搭乘Natchez號溯密西西比河而上，進抵路易斯安那州的巴頓魯治。[59]
- 4月16日—在巴頓魯治參加招待和宴會，夜色降臨前離開。[59][60][61]
- 4月18日—停留在密西西比州納奇茲。
- 4月28日—泊於密蘇里州卡隆德萊特（英语：Carondelet, St. Louis）
- 4月29日—訪聖路易 (密蘇里州)[62]
- 4月30日—州長愛德華·科爾斯（英语：Edward Coles）在卡斯卡斯基亞 (伊利諾州)（曾為上路易斯安那州的法國首府）接待拉法葉。作陪政要包括皮耶·梅納德（英语：Pierre Menard）和亞歷山大·漢彌爾頓之子威廉·史蒂芬·漢彌爾頓（英语：William Stephen Hamilton）[63]:147–152[64]:350–352
- 5月4日—抵達田納西州納許維爾，宿於Boyd McNairy府中。
- 5月7日—駐於肖尼敦 (伊利諾州)。
- 5月8日至9日—所搭汽船「機修工號」(Mechanic)沉入俄亥俄河。所有乘客安全登岸，但拉法葉失去了財物和金錢。[65]一行人次日由路過的汽船「模範號」（Paragon）接走[9][66]。
- 5月11日—在傑斐遜維爾 (印第安納州)度過一天，當晚返回路易維爾 (肯塔基州)[67]。
- 5月14日—參加法蘭克福 (肯塔基州)的晚宴和舞會。
- 5月15日—在距離萊辛頓 (肯塔基州)五英里的John Keene少校家中過夜。
- 5月16日至17日—參加軍事遊行，在特蘭西瓦尼亞大學和萊辛頓女子學院發表演講[68]。
- 5月18日—抵喬治敦 (肯塔基州)。
- 5月19日至20日—住俄亥俄州辛辛那提。
- 5月21日—抵梅斯維爾 (肯塔基州)。
- 5月22日—參觀俄亥俄州加利波利斯的Our House Tavern。
- 5月23日—訪瑪麗埃塔 (俄亥俄州)，在Nahum Ward住所過夜。
- 5月24日—訪惠靈 (西維吉尼亞州)。

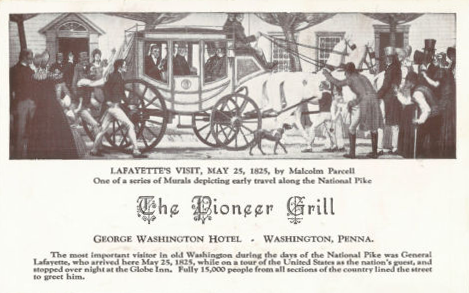
一張慶祝1825年拉法葉來訪的明信片，上面的畫作出自馬爾坎·帕塞爾

- 5月25日—造訪華盛頓 (賓夕法尼亞州)[9]，在喬治·華盛頓飯店（英语：The George Washington Hotel (Pennsylvania)）用餐，下榻環球飯店（英语：Globe Inn）[69]。
- 5月26日—訪尤寧敦 (賓夕法尼亞州)，在Fayette郡法院受到艾伯特·加勒廷的歡迎。[70]
- 5月29日—訪賓州布朗斯維爾，參加布朗斯維爾第60屆共濟會大會及為他舉行的晚宴。
- 5月29日—訪賓州布瑞達克（英语：Braddock, Pennsylvania）[9]。
- 5月30日至31日—停駕匹茲堡[9]。
- 6月1日—抵巴特勒 (賓夕法尼亞州)。
- 6月2日—在Waterford的Reed's酒店過夜。早餐後，出現於雄鷹酒店（英语：Eagle Hotel (Waterford, Pennsylvania)）（興建中）。在Colt上校及貴賓陪同下前往伊利 (賓夕法尼亞州)。[71][72][73]
- 6月3日—訪猶大‧柯爾特（英语：Judah Colt）(伊利市自由民)伊利的家。
- 6月4日—在水牛城拉法葉廣場（英语：Lafayette Square (Buffalo, New York)）的雄鷹酒館(Eagle Tavern)發表演講，再沿著未完工的伊利運河從水牛城在紐約穿街過巷。[15]
- 6月5日—參觀尼加拉瀑布[13]。
- 6月7日—在羅徹斯特 (紐約州)的Silvius Hoard's Tavern會見獨立戰爭老兵。
- 6月9日—訪Syracuse[74]。
- 6月11日—乘郵輪遊伊利運河，停留於Schenectady會見市長Isaac Schermerhorn會面，並在Givens酒店用餐。
- 6月12日—停留於Albany拜訪州長Joseph Yates。

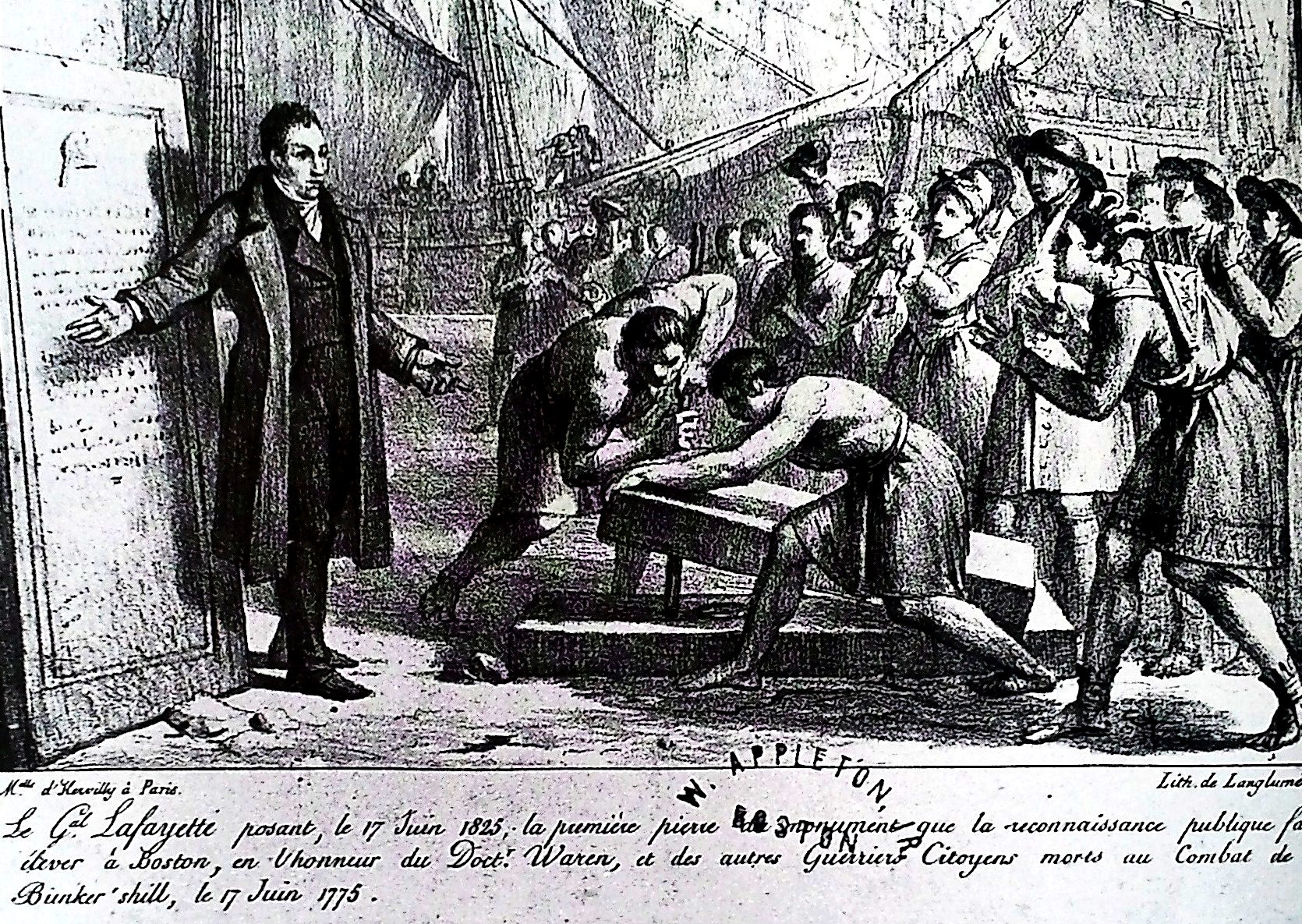
1825年6月17日，拉法葉為邦克山紀念碑奠基

- 6月13日—抵匹茲菲 (麻薩諸塞州)，在公園廣場歷史街區（英语：Park Square Historic District (Pittsfield, Massachusetts)）的公理會教堂受接待並發表演講，隨後於Joseph Merrick咖啡館用餐後離開。
- 6月17日—在麻薩諸塞州查爾斯頓 (波士頓)舉行的邦克山戰役50週年紀念活動中為邦克山紀念碑奠基，由丹尼爾·韋伯斯特陪同。韋伯斯特並發表了激勵人心的演講[15]。
- 6月22日—多佛 (新罕布夏州)[75]
- 6月23日—抵南貝里克 (緬因州)[76]，並於索科 (緬因州)[77]和比迪福德 (緬因州)[78]停留一天。
- 6月24日—7點抵斯卡伯勒 (緬因州)[79]，9點在波特蘭 (緬因州)受緬因州州長阿爾比恩·帕里斯（英语：Albion Parris）、鮑登學院校長威廉·亨利·艾倫（英语：William Henry Allen (academician)）、亨利·華茲華斯·朗費羅之父史蒂芬·朗費羅（英语：Stephen Longfellow）的歡迎。[80]
- 6月27日星期日—抵康科德 (新罕布夏州)[81] 、霍普金頓 (新罕布夏州)和克萊爾蒙特 (新罕布什爾州)[82]。

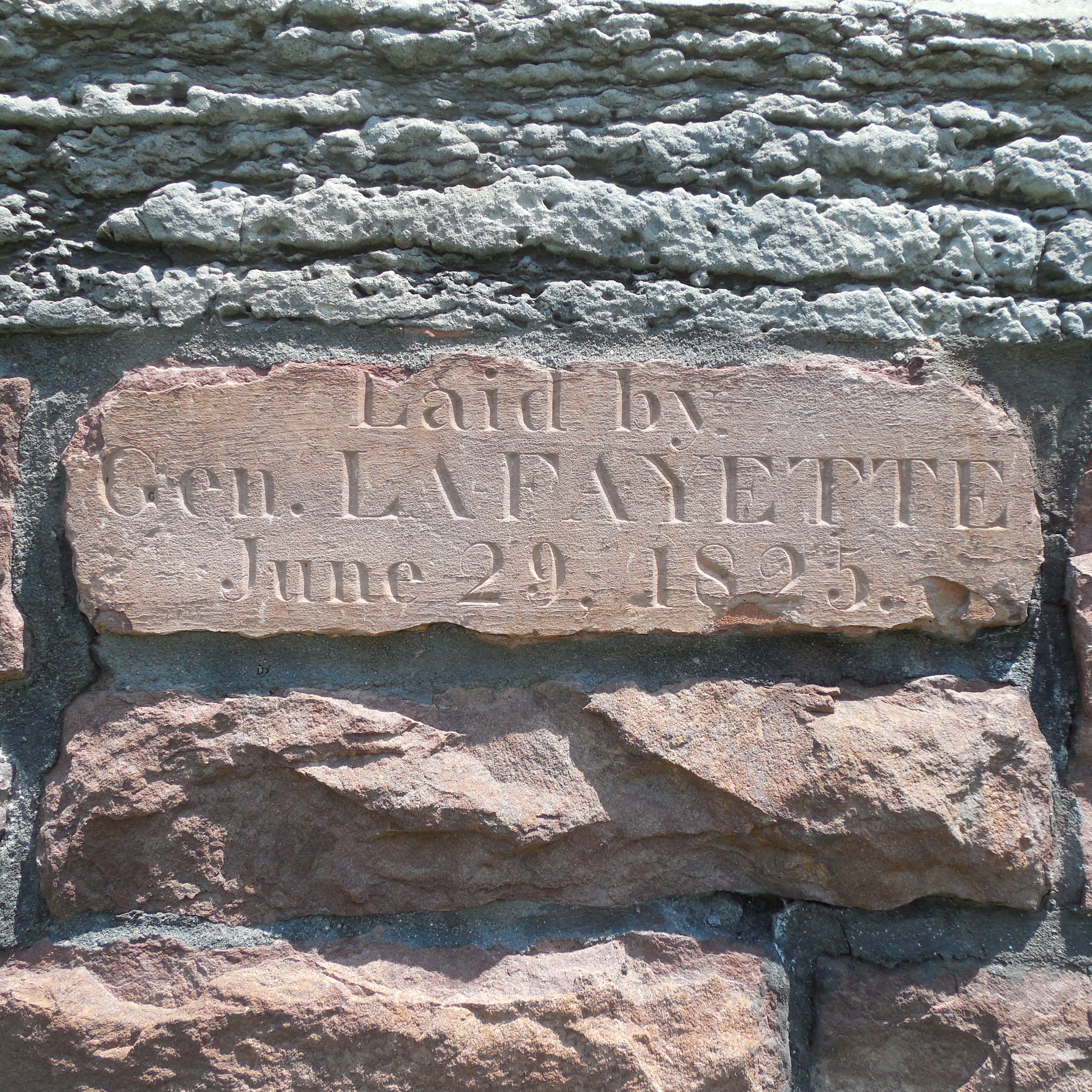
Burlington「老磨坊」的原始基石。

- 6月28日—經科尼什 (新罕布夏州)橋進入佛蒙特州，途經伍德斯托克 (佛蒙特州)，搭乘驛站馬車翻山越嶺，抵達佛蒙特州的勃納德（英语：Barnard, Vermont）和羅亞爾頓（英语：Royalton, Vermont）。途經倫道夫（英语：Randolph, Vermont）；據說在此碰見年輕的賈斯汀·摩利爾和後來的參議員達德雷·蔡斯（英语：Dudley Chase）。他在州長科奈利爾斯·彼得·范·內斯（英语：Cornelius Peter Van Ness）等人護送下穿過巴里 (佛蒙特州)，前往蒙特佩利爾 (佛蒙特州)參加大型慶典，最高法院法官以利亞·潘恩等人也出席演講。當晚下榻當地帕維利昂（英语：The Pavilion (Vermont)）的Montpelier飯店。[82]
- 6月29日—拉法葉會見婦女團體後由蒙特佩利爾轉往伯靈頓 (佛蒙特州)，約上午11點抵達，為佛蒙特大學的「南學院」大樓奠基，並向在場約50至60名學生發表演講。在校內的Grasse Mount受款待。在當地駐留12小時後離開[83] ，啟程前往懷特霍爾 (紐約州)。[82]
- 7月2日—再訪西點軍校[18]
- 7月14日—拉法葉參加在莫里斯敦 (紐澤西州)賢榭府（英语：Sansay House）為他舉辦的宴會。[84]
- 7月15日—拉法葉在前往Springfield途中參加時為Bottle Hill（現為麥迪遜 (紐澤西州)）內的Waverly House所舉行的招待會。[85][86][87]
- 7月16日—拉法葉展開此行第二次費城巡遊，自博登敦 (紐澤西州)乘坐SS Delaware抵達。
- 7月20日—拉法葉訪問了費城附近的日耳曼敦 (費城)和栗樹嶺（英语：Chestnut Hill, Philadelphia）。[11][88]特訪威克故居（英语：Wyck House）[89]和Cliveden。
- 7月25日—拉法葉乘SS Delaware離開費城，前往威明頓 (德拉瓦州)。[27]
- 7月26日—拉法葉離開切斯特 (賓夕法尼亞州)，前往白蘭地戰場遺跡（英语：Brandywine Battlefield），於西切斯特 (賓夕法尼亞州)結束當日行程。[11]
- 7月27日—離開西切斯特前往蘭開斯特 (賓夕法尼亞州)。
- 7月下旬，自蘭開斯特出發，途經迪波西特港 (馬里蘭州)和哈佛迪格雷斯，前往馬里蘭州巴爾的摩停留兩天。[11]
- 8月23日—拉法葉出席Richard Basye在維吉尼亞傑佛遜頓（英语：Jeffersonton, Virginia）主持的慶祝晚宴。[90]
- 八月下旬—拉法葉返回維農山莊。[91]
- 9月6日—拉法葉抵華盛頓特區，會見了美國新任總統約翰·昆西·亞當斯，在國會聯席會議上發表講話，亞當斯總統在白宮宴會上與他共慶68歲生日。[15]
- 9月7日—拉法葉離開華盛頓特區，搭乘美國海軍白蘭地號（英语：USS Brandywine）護衛艦返法。[6]

### 旅途中獲得的榮譽
費耶特維爾 (北卡羅來納州)於1783年，在這次旅行之前，以拉法葉的名字命名。1824年10月20日，威廉與瑪麗學院授他榮譽法學博士。旅行後期，又再獲得馬里蘭州的榮譽市民稱號。國會投票授予他20萬美元，和佛羅裡達塔拉赫西一個小鎮裡的土地，即授地拉法葉。1824年10月9日，拉法葉獲馬里蘭大學醫學院授予榮譽法學博士。馬里蘭州巴爾的摩的Davidge Hall懸掛著一塊圓形牌匾以誌授予拉法葉這項榮譽之處。

### 1824年：參觀蒙蒂塞洛
11月4日，拉法耶特乘坐傑佛遜所提供的馬車抵達蒙蒂塞洛，120人軍儀護送。傑佛遜迎候於門廊外。彼時有約200名親朋好友也為此事來到。拉法葉的馬車停在前草坪上，號角誌其到來，革命旗幟飄揚。年事已高的拉法耶特緩緩下車。81歲身體欠佳的傑佛遜緩緩走下前台階，開始向老朋友走去。在場的傑佛遜之孫Randolph見證了這場歷史性重逢：「當他們走近彼此時，踉蹌的步伐加快成碎步前奔，互相驚呼：‘哦，傑佛遜！’‘哦，拉法葉！’，然後淚流滿面地擁抱在一起。」在場所有人全體肅靜以示敬重，其中有些人是在強忍熱淚。隨後，傑佛遜和拉法葉回屋內密談，緬懷多年前共歷的大小事件和遇合。
第二天早上，傑佛遜、拉法葉和詹姆斯·麥迪遜共乘傑佛遜的蘭道車前往Charlottesville的中央酒店，騎兵護送，當地市民和其他朋友緊隨其後。他們受到熱烈歡迎並受邀致詞。中午離開飯店前往傑佛遜迫不及待要拉法葉一見的維吉尼亞大學，參加宴會。傑佛遜為此特別延後開學時間。三個小時的晚餐後，傑佛遜著人宣讀他為拉法葉準備的講稿。因他本人聲音微弱，傳不遠。這是傑佛遜最後一次的公開演講。拉法葉其後接受傑佛遜的邀請，成為該大學傑佛遜文學與辯論社的榮譽會員。拉法葉在為期11天的訪問後與傑佛遜作別。

### 1825年：返法

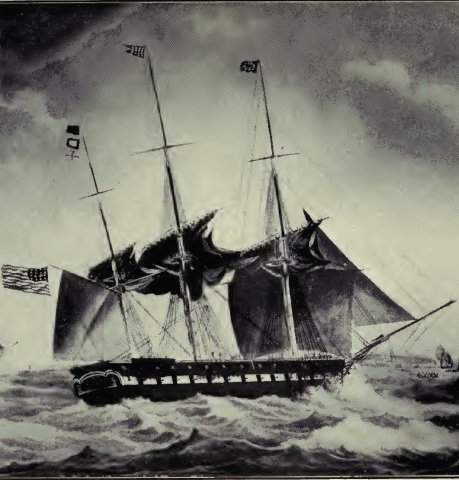
拉法葉搭乘美國海軍白蘭地號返法

拉法葉曾表示計劃在1825年夏末秋初啟程回國。約翰·昆西·亞當斯總統決定安排美國軍艦送他回歐，為此並選用了一艘新成軍的44門火砲護衛艦Susquehanna號。但為紀念這名法國人為美國之自由而浴血奮戰的該場戰役，也為表達美國人民對拉法葉的敬意，這艘護衛艦又被重新命名為「白蘭地號」。「白蘭地號」於1825年6月16日下水，由航海大師Marmaduke Dove命名。1825年8月25日正式服役，由艦長查爾斯·莫里斯指揮。
9月6日晚，拉法葉享用了最後一次國宴以慶祝68歲生日。7日登上「維農山號」汽船，順流而下會合白蘭地號。8日，白蘭地號護衛艦駛離波多馬克河，沿乞沙比克灣入海。當拉法葉在白蘭地號上準備起航時，艾薩克·弗萊徹將軍轉達了來自獨立戰爭戰友威廉·巴頓將軍的問候，並解釋說巴頓正於佛蒙特丹維爾的債務監獄中服刑，刑期14年。拉法葉當下立即付清巴頓的罰款，讓他能回到羅德島的家人身邊。
歷經三個星期的海上風雨之後，軍艦於10月初抵達法國利阿佛附近。一開始還擔憂著拉法葉回到時在查理十世 (法蘭西)治下的法蘭西時，政府的態度；白蘭地號的貴客安返家中。
1829年，拉法葉的私人秘書Auguste Levasseur出版了兩卷拉法葉的遊記和回憶錄，書名為《拉法葉在美國，1824和1825》（Lafayette en Amérique, en 1824 et 1825）。同年，又在德國出版了譯本，而英譯甚至有兩個版本（紐約版和費城版），名為《拉法葉在美國，1824和1825：合眾國巡遊》Lafayette in America in 1824 and 1825: Journal of a Voyage to the United States。第四種文字譯本，荷蘭文版，於1831年出版。Levasseur的出版品此後一直是歷史學家的重要資料來源。

## 備註
1. ↑  拉法葉已自然而然的成為美國公民。他在行憲前即已是馬里蘭的公民。[93]